# Farstanäs naturreservat
Farstanäs naturreservat är ett naturreservat i Södertälje kommun i Stockholms län. Reservatet är 283 hektar stort och bildades 1967. 

## Beskrivning
Farstanäs naturreservats areal motsvarar ungefär Farsta säteris gamla egendom som 1965 förvärvades av Södertälje kommun i syfte att säkerställa ett värdefullt område för bad och friluftsliv. I juni 1967 beslöts att bilda ett naturreservat som skulle heta Farstanäs naturreservat. 
Området sträcker sig mellan Järnafjärden i öster och omfattar även en mindre bit väster om Nyköpingsvägen (AB 525 även kallad Utflyktsvägen). Vid Järnafjärden ingår Farstanäs camping och havsbad, men inte sommarstugeområdet Nästäppan som avstyckades från Farsta redan på 1920-talet.
Lantbruksverksamheten kring Farsta säteri har präglat landskapet. I norr ligger odlingsmarker som sluttar mot fjärden och i söder finns ett större skogsområde. Från berget och klipporna längst i öster har man en vidsträckt utsikt över Järnafjärden. Farstanäs är mest känt för sin badplats och stora campingplats vid fjärden. Här finns bland annat en 350 meter lång sandstrand. Vägen mellan Nyköpingsvägen och Farsta gård är en allé med mycket gamla lindar i vilka bland annat starar och fladdermöss har sina bon.
På sommaren 2019 invigdes den 12 kilometer långa "Kustleden" som sträcker sig längs kommunens Östersjökust mellan Farstanäs naturreservat och Yttereneby naturreservat. Vandringsleden passerar bland annat Pilkrogsviken, Ytterjärna kyrka och Ytterjärna kulturcentrum.

## Bilder

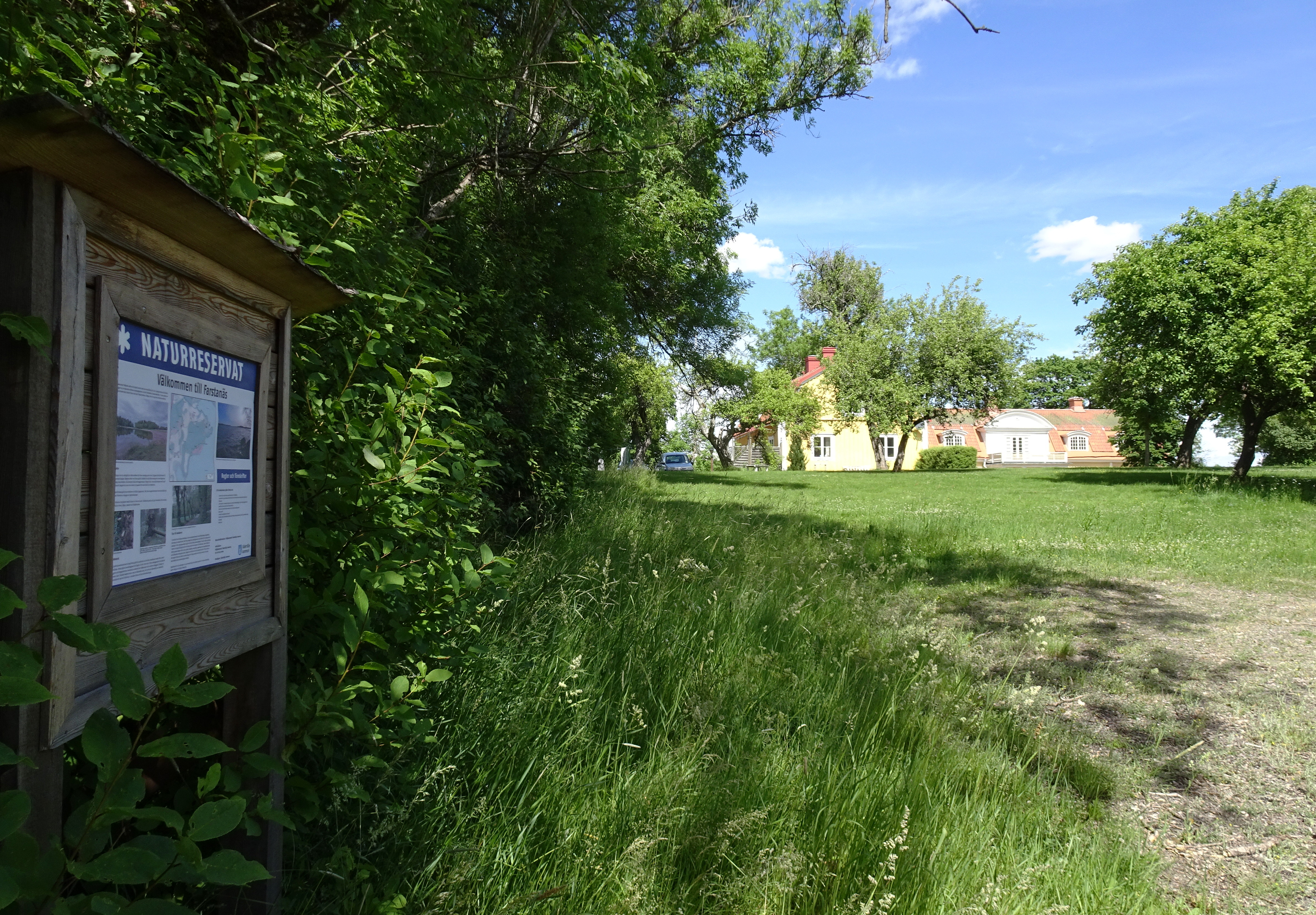
Parkering vid Farsta säteri
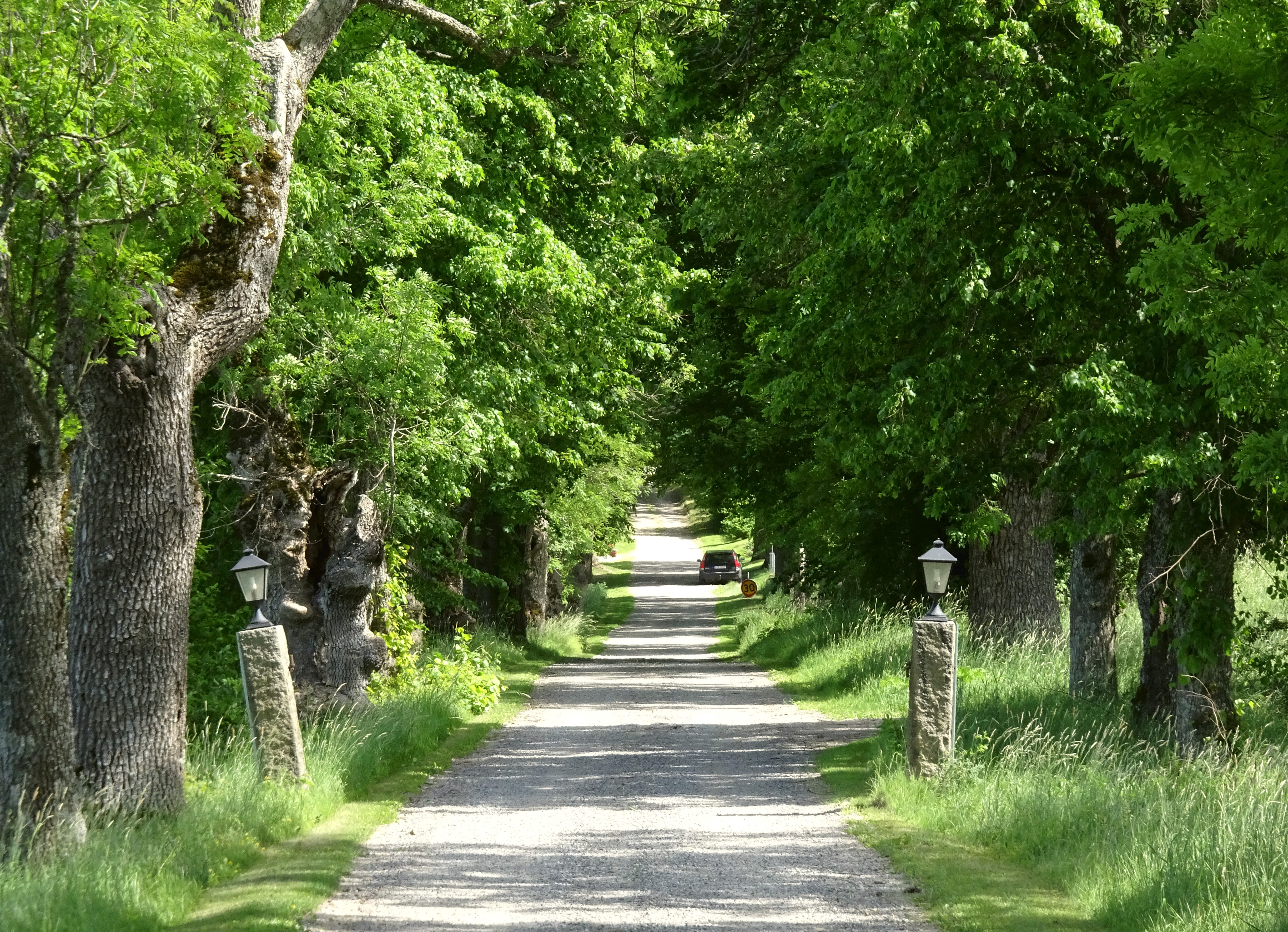
Gamla allén mot Farsta säteri
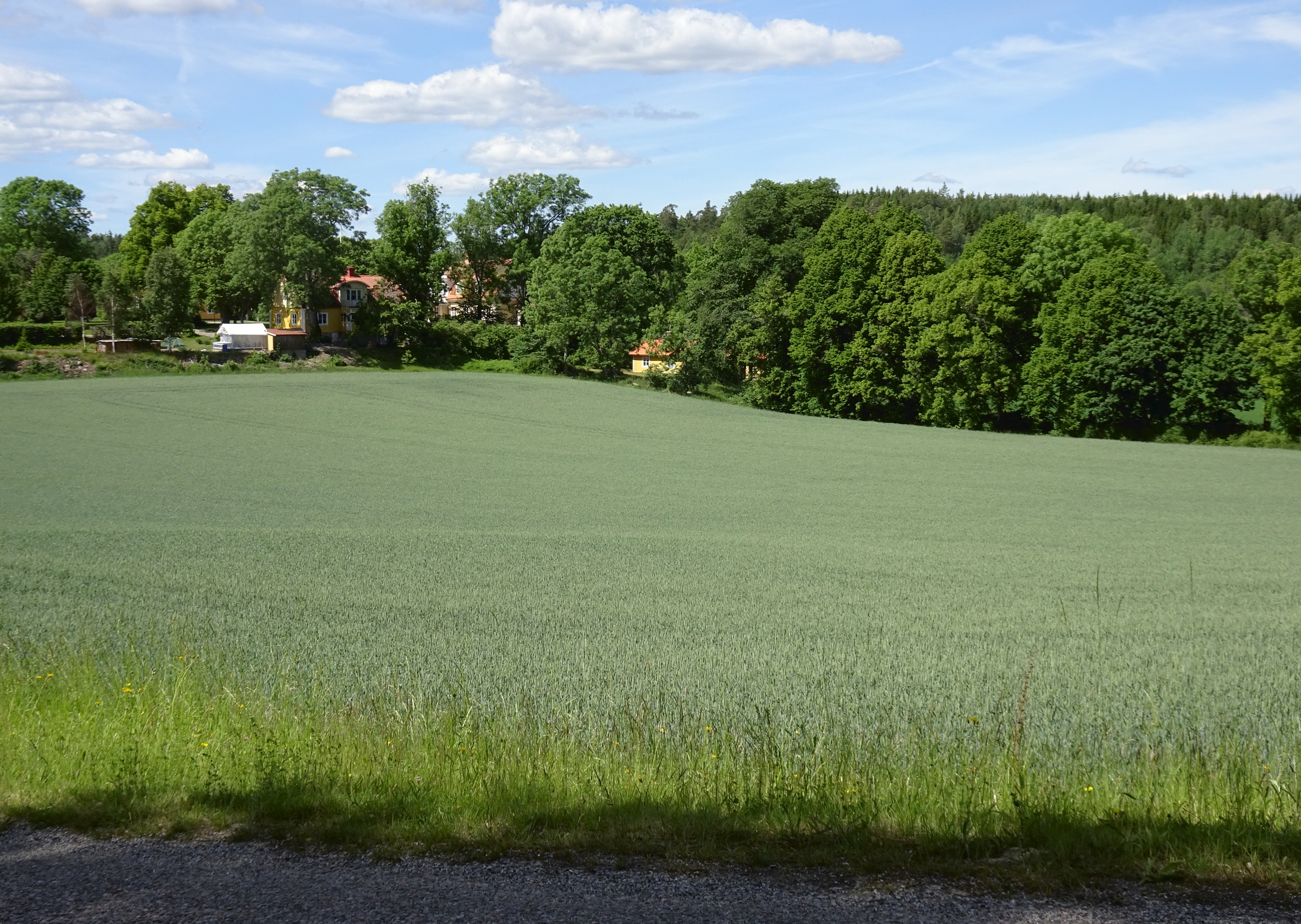
Odlingslandskapet söder om Farsta säteri

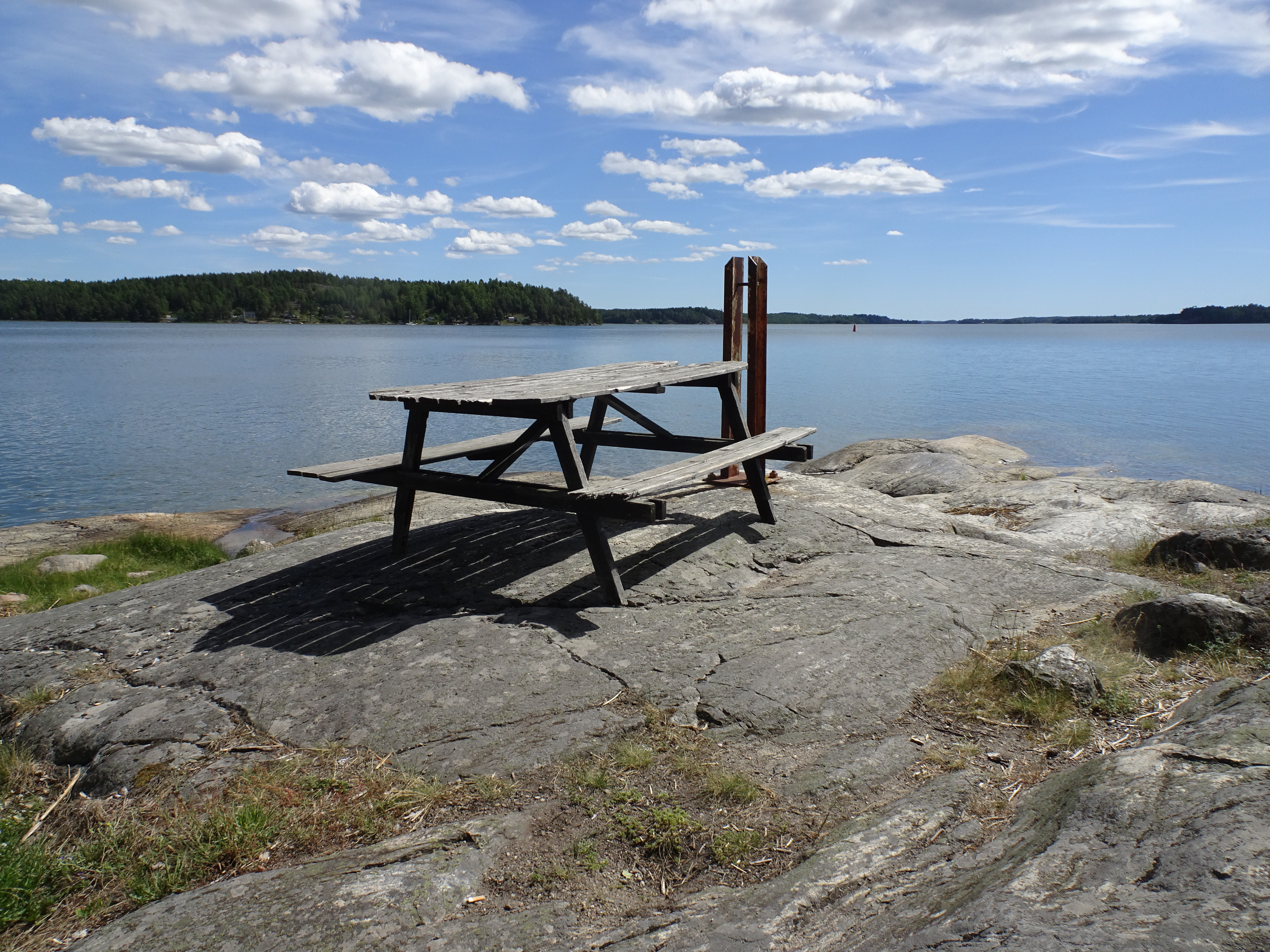
Vy över Järnafjärden
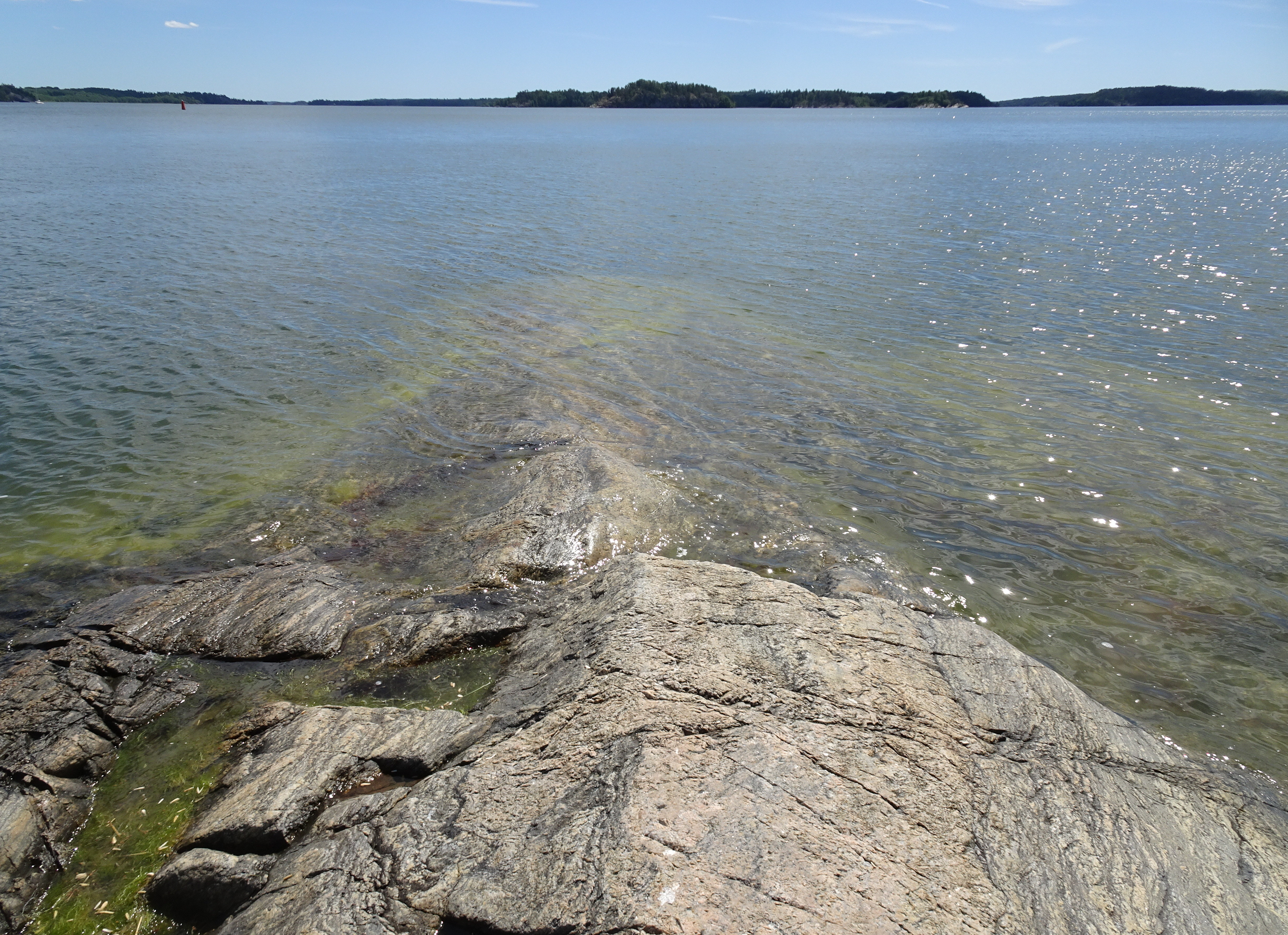
Vy över Järnafjärden
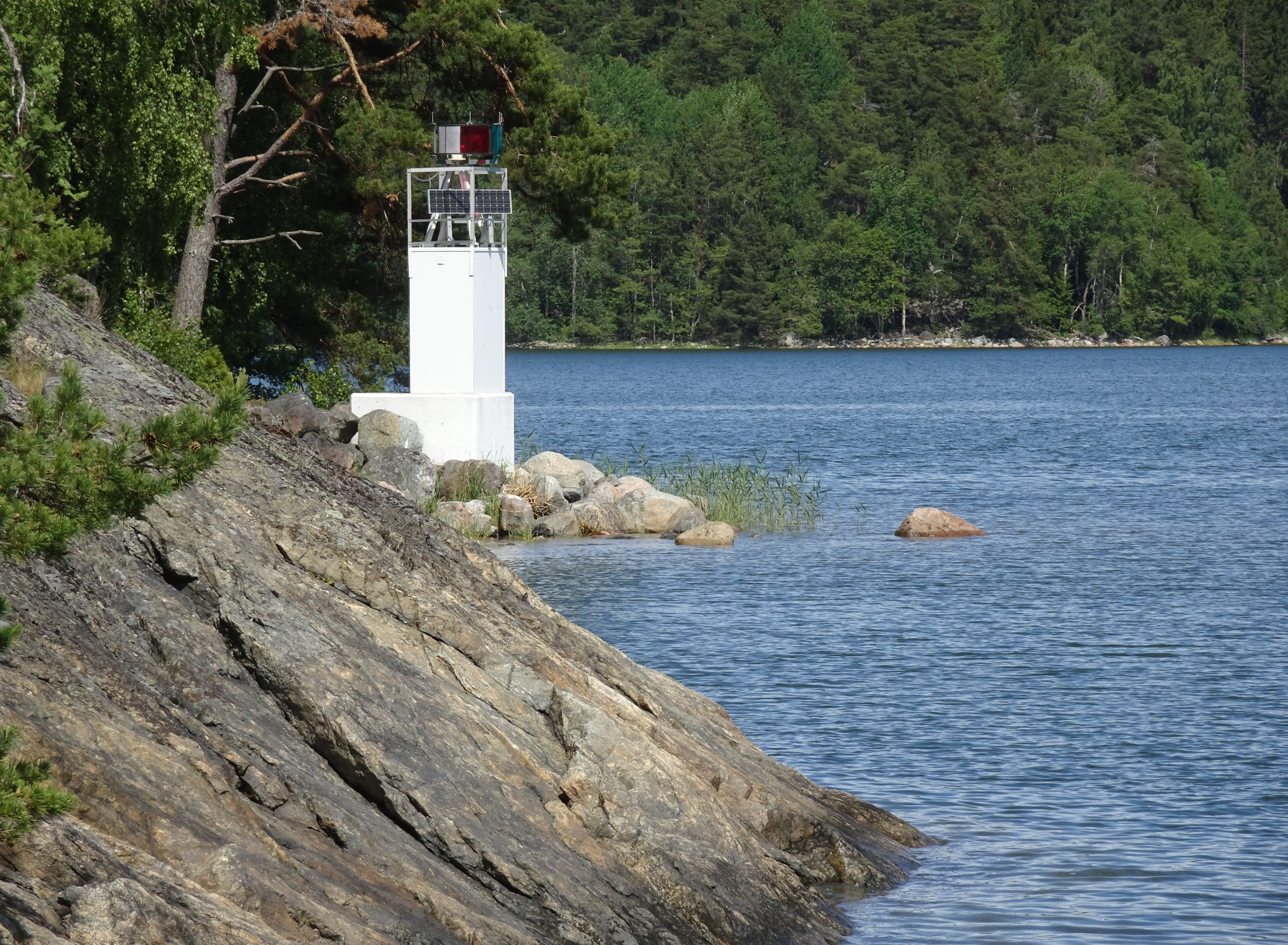
Farstanäs fyr